# Svatopetrský potok
Svatopetrský potok (též Dolský potok, německy od pramene postupně Grossgrundwasser, Grundwasser, Klaussenwasser) je horský potok v Krkonoších.

## Průběh toku
Neupravený pramen Svatopetrského potoka se nachází v horním zakončení Dlouhého dolu nedaleko horské chaty Výrovka. Po celou dobu teče potok převážně západním směrem a po území Krkonošského národního parku. Zpočátku tvoří osu hluboce zaříznutého Dlouhého dolu, sevřeného z jihu masívy Zadní Planiny a Stohu a ze severu Luční hory a jejího výběžku Železné hory. Po jeho opuštění se údolí rozšiřuje a je ohraničeno Kozími hřbety ze severu a Přední planinou na jihu. Potok protéká místní částí Špindlerova Mlýna Svatým Petrem. Za ním se údolí opět zužuje a protéká zdejším ski-areálem, kde je v délce asi 250 metrů zatruben. V závěrečné fázi toku je potok částečně regulován pomocí kamenných jezů. Ve Špindlerově Mlýně se u místního autobusového nádraží zleva vlévá do Labe. Po celé délce se do něj vlévá velké množství nevelkých potoků, které odvodňují přilehlé svahy.

### Přítoky
- zleva – Hluboká struha, Černá struha
- zprava – Lovčí potok